# بريزبان
بريسبان أو بريزبان (بالإنجليزية: Brisbane)‏ هي عاصمة ولاية كوينزلاند، أستراليا، وأكبر مدن الولاية من حيث عدد السكان. وثالث أكبر مدينة من حيث عدد السكان في أستراليا. يبلغ عدد سكان مدينة بريزبان 2.3 مليون نسمة، فيما يصل تعداد المنطقة الحضرية المحيطة بها إلى أكثر من 3.4 مليون نسمة. تقع منطقة الأعمال المركزية في بريزبان على المستوطنات الأوروبية الأصلية، ويقع داخل منحنى نهر بريزبان، حوالي 15 كيلومترا (9 أميال) من مصبه في خليج مورتون. تمتد منطقة العاصمة في كل الاتجاهات على طول السهول الفيضية في وادي نهر بريزبان بين خليج مورتون والسلسلة الفاصلة العظمى، والتي تمتد عبر العديد من مناطق الحكم المحلي في استراليا (LGA).
بريسبين هي إحدى أقدم المدن في أستراليا، تأسست على مواطن قبائل توبال وجاغيرا الأصلية. سميت المدينة على اسم نهر بريزبان الذي تقع عليه – والذي سمي بدوره على الإسكتلندي السير توماس بريسبان، حاكم ولاية نيو ساوث ويلز 1821-1825 - تم اختيار منطقة كمكان للمجرمين بجرائم ثانوية من مستعمرة سيدني. تم تأسيس المستوطنة العقابية في عام 1824 في ريدكليف، على بعد 28 كيلومترا (17 ميل) إلى الشمال من المنطقة التجارية المركزية، ولكن سرعان ترك الموقع وانتقل إلى نورث كواي في عام 1825، وتأسست مستوطنة حرة في 1842. تشوهت المدينة بسبب حروب الحدود الأسترالية بين عامي 1843 و 1855، وتراجعت التنمية بسبب حريق بريزبان الكبير، وفيضانات بريزبان الكبير. وقد تم اختيار بريزبان كعاصمة لولاية كوينزلاند عندما أعلنت كمستعمرة منفصلة عن نيو ساوث ويلز في عام 1859. وخلال الحرب العالمية الثانية، لعبت بريسبان دورا محوريا في حملة الحلفاء وكانت مقر دوغلاس ماك آرثر قائد جيش الولايات المتحدة جنوب غرب المحيط الهادئ.
بريزبان معروفة اليوم بهندستها المعمارية الفريدة والتي تشكل جزءا كبيرا من التراث العمراني في المدينة. كما تلقت اهتمام الأخبار بسبب الفيضانات المدمرة، وعلى الأخص في أعوام 1974 و 2011. والمدينة هي مقصد سياحي شهير، بمثابة بوابة لولاية كوينزلاند، وخاصة المناطق السياحية الشعبية مثل غولد كوست وسنشاين كوست، وتقع مباشرة إلى الجنوب والشمال من بريزبان على التوالي. تم عقد العديد من الفعاليات الثقافية والدولية والرياضية الكبيرة في بريزبان، مثل دورة ألعاب الكومنولث 1982، معرض إكسبو العالمي '88، وألعاب لنوايا الحسنة النهائية عام 2001، وقمة العشرين عام 2014.